# مجلة العلوم والتقنية
مجلة العلوم والتقنية هي مجلة علمية فصلية تصدرها مدينة الملك عبد العزيز للعلوم والتقنية، صدر العدد الأول من المجلة في أول شهر محرم 1408هـ (1987 م) بعنوان الحاسب الشخصي وتطبيقاته، وقد صدر للمجلة مئة وتسعة أعداد حتى اللحظة، آخرها كان في 9 صفر 1435هـ.

## رئاسة تحرير المجلة
| ترقيم | رئيس التحرير                 | المدة              |
| ----- | ---------------------------- | ------------------ |
| 1     | د. الدكتور عبد العزيز المالك | 1408هـ - 1428 هـ   |
| 2     | د. الدكتور سلطان الشميمري    | 1428 هـ - حتى الآن |

## مجلة العلوم والتقنية للفتيان
مجلة العلوم والتقنية للفتيان هي مجلة فصلية موجهة لطلاب المدارس المتوسطة والثانوية تُصدرها مدينة الملك عبد العزيز للعلوم والتقنية من خلال ترجمة مقالات مختارة من المجلة الفرنسية العلوم والحياة (بالفرنسية: Science & Vie)‏ ، وقد صدر العدد الأول من المجلة في شهر يوليو 2012 م ، وللمجلة حتى الآن 16 عددا اخرها وكان في سبتمبر2016 م .
وتناول العدد مقالات علمية متنوعة تحدث معظمها عن موضوع المياه ومدى عُمق طبقات المياه الجوفية باختلاف المكان على مستوى العالم، إضافة لموضوع الإلكترونيات ومجال تحليل آثار الشاشات التلفزيونية على دماغ صغار السن، وتقنية المصباح التي تحول الطاولات إلى شاشة حاسوب، وفك لغز الأشعة الكونية الذي ظل قائماً لأكثر من قرن.
كما استعرضت المجلة عدداً من المقالات في مجال الطاقة منها رحلة على متن غواصة نووية فرنسية اسمها «ترّيبل»، ومقالات تتعلق بمجال البيئة، كخارطة انتشار درجات الحرارة القياسية عالميا، ونشاطات الإنسان وآثارها على البيئة، علاوة على تناول موضوعات علمية خاصة بالرياضيات الفيزياء، وأخرى تتعلق بالمجالات الطبية والصحية، والزراعية، والبيئية، والبناء والتشييد.
.
يذكر أن مجلة العلوم والتقنية للفتيان تتطرق لآخر المستجدات العلمية في مختلف العلوم كالتقنية الحيوية والنانو والفلك والطب والفيزياء وغيرها بأسلوب سهل ومبسط مستهدفة بذلك الفتيان والفتيات. وتصدر المجلة كل ثلاثة أشهر حيث صدر منها حتى الآن ثلاثة أعداد. المجلة تطبع ورقيا وتوزع على المهتمين والقراء والمدارس إضافة إلى توفر نسخة إلكترونية متاحة للجميع على الموقع الإلكتروني لإصدارات المدينة .
| لترقيم | هيئة التحرير        | سكرتارية التحرير   |
| ------ | ------------------- | ------------------ |
| 1      | د. منصور الغامدي    | عبد الرحمن الصلهبي |
| 2      | د. أبو بكر سعد الله | محمد سنبل          |
| 3      | د. فايز الشهري      | محمد الياس         |
| 4      | د. فادية البيطار    |                    |
| 5      | د. هدى الحليسي      |                    |

| الترقيم | الكتاب       |
| ------- | ------------ |
| 1       | فيليب فونتان |
| 2       | رينيه كويريه |
| 3       | رومان رافيجو |